# Wijnland Automuseum
Das Wijnland Automuseum ist ein Automuseum in Südafrika. Es liegt in Kraaifontein, 35 Kilometer von Kapstadt entfernt unmittelbar an der Autobahn N1 Richtung Paarl.

## Hintergrund
Von den rund 400 ausgestellten Autos sind rund 300 in schlechtem Zustand. Die meisten der Autos sind über 50 Jahre alt. Ein Großteil der Fahrzeuge stammt aus den Vereinigten Staaten, darunter zwei gut erhaltene Hot Rods. Die Sammlung umfasst einen Querschnitt über Fabrikate aus den USA und Europa (einschließlich der Sowjetunion), vereinzelt auch japanische Fabrikate. Nur rund 100 Fahrzeuge sind fahrfähig.
Les Boshoff ist der Eigentümer der Sammlung, deren Anfang das Interesse für besondere Fahrzeuge bildete und die sich mit der zunehmenden Filmproduktion in Südafrika stetig erweiterte. Nach wie vor werden Fahrzeuge für Filmproduktionen organisiert und aufbereitet. Das Grundstück wird häufig für Fotoaufnahmen vermietet.

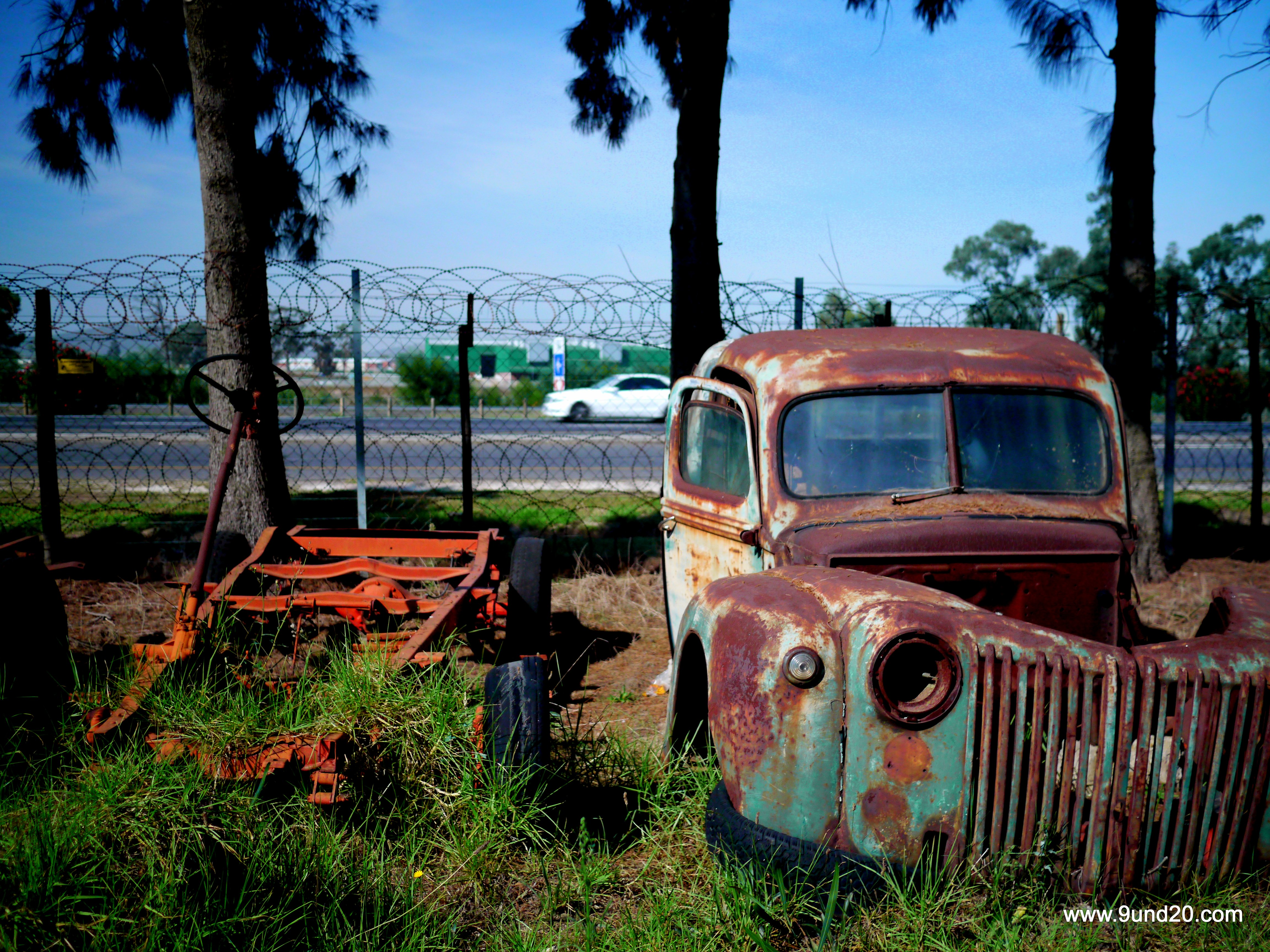
An der Autobahn
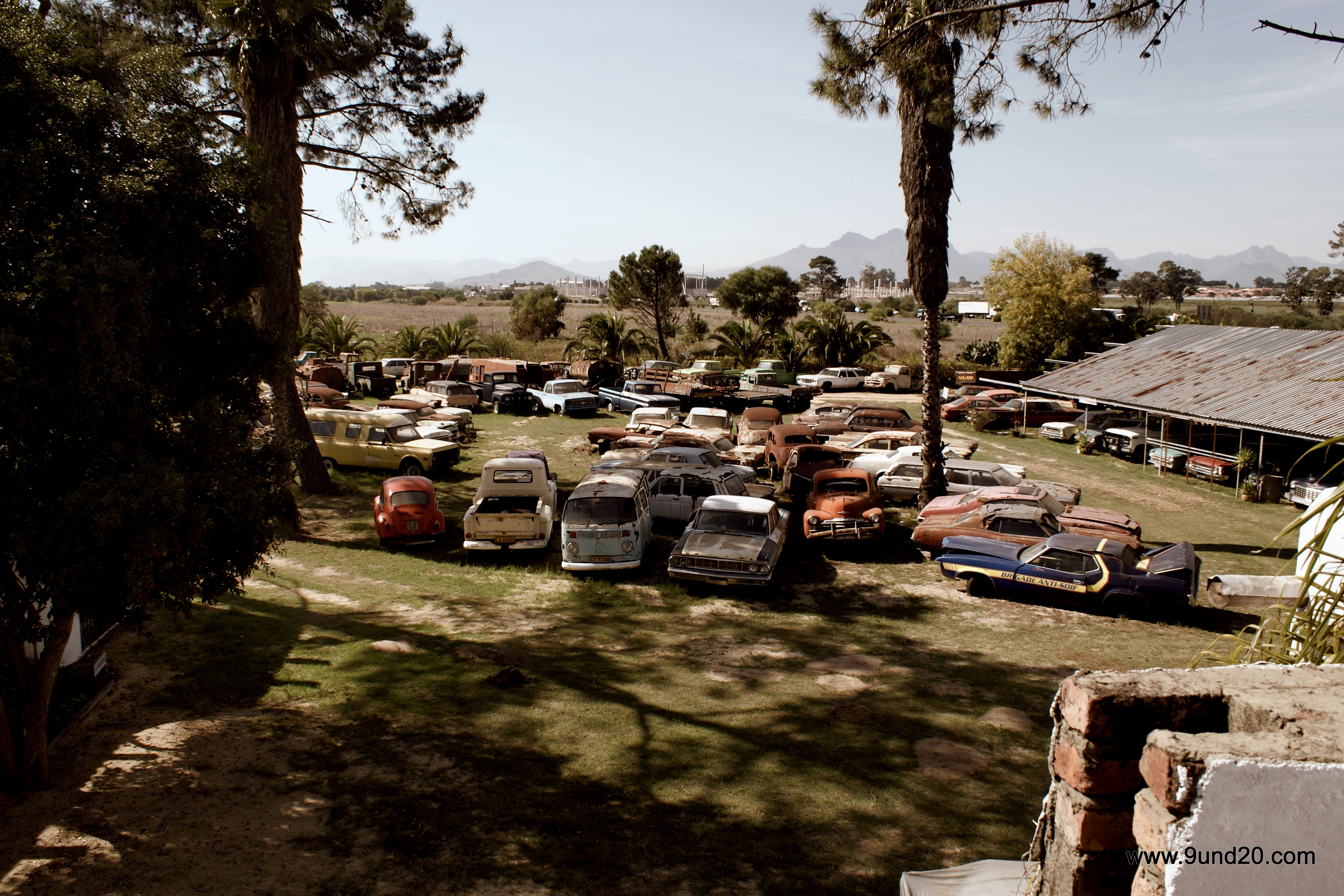
Blick vom Dach
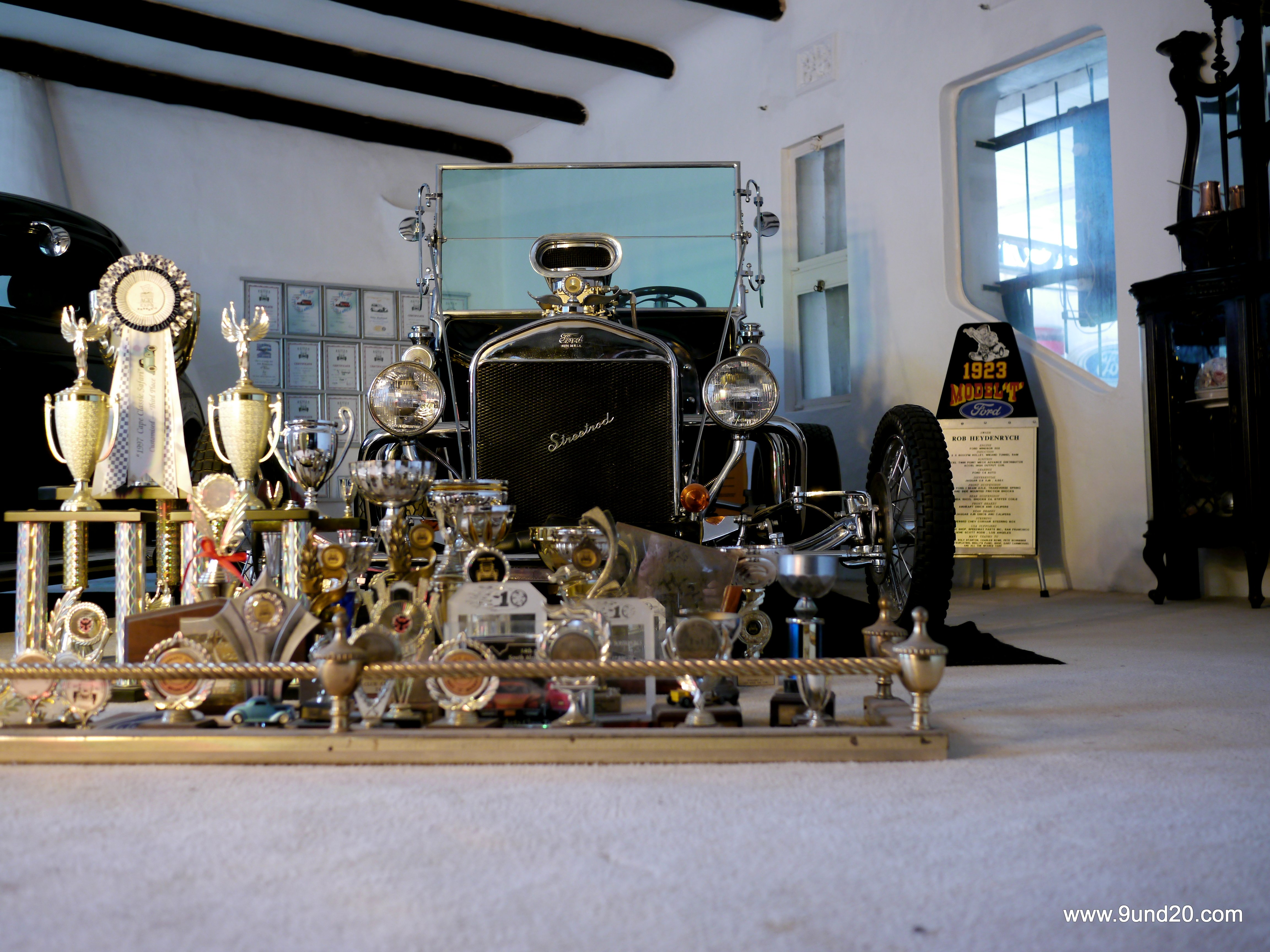
Hot Rod im Wohnzimmer
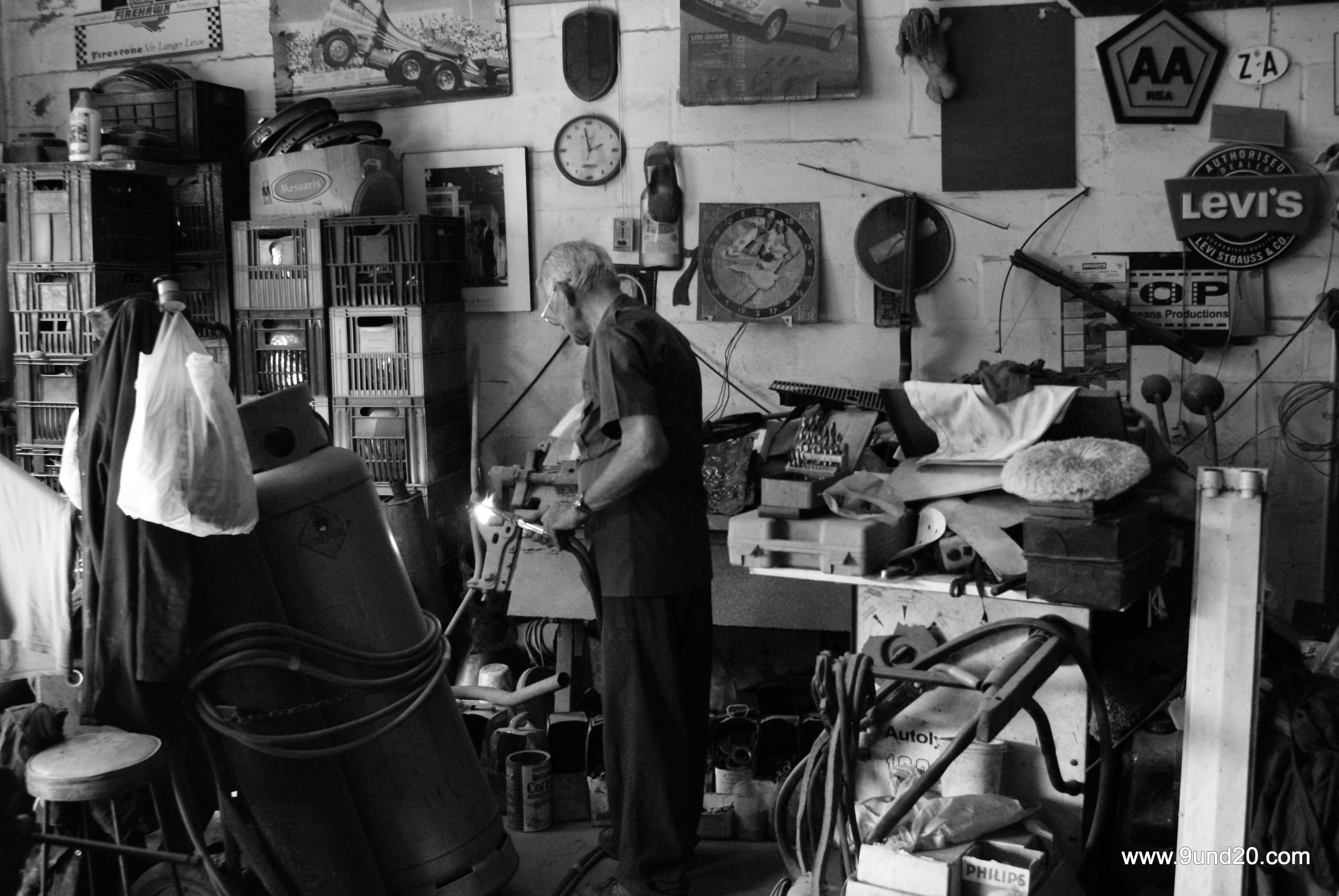
Les Boshoff